# Râul Sumanda
Râul Sumanda este un afluent al râului Beregsău. 

## Hărți
- Harta județului Timiș